# Współczynnik termoelektryczny
Współczynnik termoelektryczny – wartość fizyczna mówiąca jakie napięcie (wynikające z kontaktowej różnicy potencjałów) wytwarza się w połączonych ze sobą metalach (lub półprzewodnikach), jeśli różnica temperatur ich styków wynosi 1 K. Zjawisko termoelektryczne jest wykorzystywane do budowy termopar.
{\displaystyle \mathrm {Z} ={\frac {\alpha ^{2}\cdot \sigma }{\lambda }}\left[{\frac {1}{K}}\right]}